# Родос (місто)
Ро́дос (грец. Ρόδος) — місто в Греції на острові Родос, у периферії Південні Егейські острови, столиця ному Додеканес. Саме у Родосі знаходився Колос Родоський — одне з семи чудес античного світу.

## Історія
Острів Родос лежить на перетині шляхів Європи, Близького Сходу та Африки, що значно вплинуло на формування самобутньої культури, архітектури та мови Родосу. Перші поселення у Родосі належать до доби неоліту — близько 4 тисяч років до н. е.

### Класичний період
Місто Родос було утворене об'єднанням давніших міст Іліссос, Камірос та Лінд 408 до н. е. Наступні три століття позначились процвітанням і становлять «золоту добу» Родосу, яка тривала до вторгнення римлян. Саме у цей час ліндським скульптором Харесом між 304 та 293 рр до н. е. була розпочата робота зі створення грандіозної скульптури — Колоса Родоського. Робота тривала 12 років і була завершена 282 до н. е. Статуя зображала бога сонця Геліоса і була встановлена при вході у Родоську гавань. Значного розвитку в Родосі набуло містобудування. Існували каналізаційні та водопровідні системи, розроблені давньогрецьким архітектором та метеорологом Гіпподамом. Сильний землетрус близько 226 до н. е. сильно ушкодив місто та повалив Колоса. Впродовж наступних восьми століть статуя лежала в руїнах, поки не була продана єврейському купцю, який ще й вимагав 900 верблюдів аби перевезти Колоса.
164 до н. е. Родос став частиною Римської провінції Азія. В цей час місто все ж спромоглось зберегти свою красу, а також жваво розвивалась наука. У 1 столітті місто відвідав апостол Павло наприкінці своєї третьої місіонерської подорожі.

### Візантійська доба
У Середні віки Родос набув статусу важливого візантійського порту та торговельного центру імперії, що знаходився на перехресті морських шляхів між Константинополем та Александрією. Проте невдовзі на острів вторглись ісаври із гірської країни Кілікії і спалили місто. У 7 столітті Родос був захоплений арабами. Вони вивезли із Родоської гавані останні рештки Колоса, перевезли їх до Сирії, де карбували з них монети. Після падіння Візантійської імперії в 1204 році родоський аристократ Лео Гавалас взяв на себе управління островом та містом зокрема. Однак після його смерті Родос перейшов у спадок до його брата, який не зміг втримати острів, Родос опинився під владою Нікейської імперії.

### Лицарська доба
Коли з початком переслідувань лицарів храмовників  орден Госпітальєрів 1307 року покинув Італію, вони прибули до Родоса й зробили місто своєю столицею. Папа Климент V підтвердив право госпітальєрів на володіння островом 1309 року. Лицарі залишалися на острові впродовж двох наступних століть. У 1444 році флот єгипетських мамелюків узяв  Родос в облогу, проте лицарі з допомогою в бургундської армії спромоглись втримати острів.
Після падіння Константинополя в 1453 під натиском Османської імперії вже 1480 року Султан Мехмед II Фатіх розпочав вторгнення на Родос. Захисники відбили напад турків із суходолу та моря, загарбники були змушені покинути острів із поразкою. Ця перемога родосців також стримала подальше вторгнення османів у Західну Європу.
Після поразки Османської імперії управляти Родосом почав Великий Магістр ордена Фабріціо дель Каррето, під його керівництвом розпочалась доба зміцнення міста, що тривала кілька десятиліть. До моменту його смерті у 1521 році Родос став одним з процвітаючих міст регіону. Проте вже 1522 року Османська імперія здійснила другу спробу захоплення Родосу на чолі із Сулейманом Великим.

### Османська доба
1522 року османам після тривалої облоги вдалось захопити Родос. У цей час змінюється обличчя міста: будуються мечеті, громадські лазні та маєтки із яскравими рисами середньовічної архітектури Сходу. Греки були змушені залишити укріплене місто і переселятися у передмістя. Також Родос поступово втратив свої виключні торговельні позиції, перетворившись на ринок збуту сільськогосподарської продукції внутрішніх районів острова та прилеглих невеликих островів. Острів та місто знаходились під владою османів до подій Грецької війни за незалежність у 19 столітті.

### Під владою Італії
1912 року італійські війська займають острів та більшу частину Додеканесу і створюють тут свою колонію, з 1923 року відому як італ. Isole Italiane dell'Egeo — Італійські острови Егейського моря.
Пізніше італійці зруйнують більшість споруд, побудованих у місті та передмістях упродовж османської доби. Крім того вони перетворять єврейський та турецький цвинтарі на зелену зону навколо Старого середньовічного міста Родос.. Італійці зберегли лише те, що залишилося від Лицарського періоду, а також реконструювали Палац Великого Магістра. За їхньою ініціативою було створено Інститут з вивчення історії та культури Родосу, здійснено значний обсяг робіт з покращення інфраструктури та модернізації міста.

## Визначні місця
- Палац Великого магістра;
- Середньовічне місто Родос — внесене до переліку об'єктів Світової спадщини ЮНЕСКО.
- Родоський акрополь;
- Візантійська фортеця у Родоській гавані.[4]

## Населення
| Рік  | Місто  | Зміна чисельності |
| ---- | ------ | ----------------- |
| 1951 | 24,280 | —                 |
| 1961 | 28,119 | +3,839            |
| 1971 | 33,100 | +4,981            |
| 1981 | 41,425 | +8,325            |
| 1991 | 43,558 | +2,133            |
| 2001 | 53,709 | +10,151           |
| 2011 | 49541  | -4,168            |

## Міста-побратими
- Авіла, Іспанія
- Нью-Браунфельс, США
- Конш-ан-Уш, Франція
- Греція, США
- Ялта, Україна
- Мальорка, Іспанія
- Лімасол, Кіпр
- Перт, Австралія
- Род-Айленд, США
- Пуебла, Мексика
- Розас, Іспанія
- Валетта, Мальта
- Вісбю, Швеція
- Піза, Італія